# کاستا ویکتوریا
کاستا ویکتوریا (به انگلیسی: Costa Victoria) یک کشتی است که طول آن ۲۵۲ متر (۸۲۷ فوت) می‌باشد. این کشتی در سال ۱۹۹۶ ساخته شد.